# Kelvin Peña
Kelvin Abrahan Peña De La Cruz (Puerto Plata, 5 de octubre de 1980) es un jugador de baloncesto dominicano naturalizado venezolano que pertenece a la plantilla de Broncos de Caracas de la SPB. Con 1,93 metros de estatura, juega en la posición de base.

## Trayectoria Profesional
En los primeros años Kelvin se inclinaba al voleibol en su país, luego se fue a estudiar a España donde incursionó más a fondo en el baloncesto cuando apenas tenía 18 años.
Se formó en las categorías inferiores del Pamesa Valencia a finales de los 90 de donde partió a la JUCO para ser dos veces campeón colegial de Estados Unidos con la Southeastern CC de Iowa (temporadas 2002-03 y 2003-04).
Después de un muy breve paso por la LNB francesa en la JA Vichy en 2007 se marchó a jugar a la LPB de Venezuela donde se proclamó campeón con los Guaiqueríes de Margarita. Tras este éxito vuelve a la República Dominicana para fichar por los Marineros de Puerto Plata de la Lidoba. 
A inicios de la temporada 2007/08, regresa a España para integrarse en las filas del Cáceres 2016 de LEB de plata. Ese año fue uno de los jugadores más destacados del equipo extremeño al que ayudó a alcanzar la meta de disputar los play-off de ascenso a la LEB Oro. 
En el verano de 2008, regresó a la República Dominicana para nuevamente jugar con los Marineros de Puerto Plata, y también ha continuado jugando en la LPB con Guaiqueríes en las temporadas 2009 y 2010.
En el verano de 2010, logra la medalla de plata en el Centrobasket disputado en Santo Domingo.
El 27 de septiembre de 2010, Peña estableció dos récords en la Liga Nacional de Baloncesto de la República Dominicana al anotar 44 puntos en un partido y 10 tiros de 3 puntos anotados, ambos récords la mayor cantidad lograda por jugador en la historia de la LNB para liderar a su equipo Los Tiburones de Puerto Plata a disputar la final del Circuito Norte la cual ganaron contra los Metros de Santiago.
En el 2012, juega con los Huracanes  del Atlántico acercándose a su récord de puntos, encestando 40 puntos en un partido, y logrando darle otra expectativa al juego.
El 17 de marzo del 2016 adquirió la nacionalidad venezolana, según la Gaceta Oficial n.º 40.871.

## Clubs
- 2002-04. Southeastern CC - JUCO.  Estados Unidos
- 2004-05. JA Vichy - LNB.  Francia
- 2005. Marineros de Puerto Plata - Lidoba.  República Dominicana
- 2006. San Lázaro - Liga del Distrito Nacional.  República Dominicana
- 2006. Mellizos del Sur - Liga de Puerto Plata.  República Dominicana
- 2006. Marineros de Puerto Plata - Lidoba.  República Dominicana
- 2006. La Matica - Liga de La Vega.  República Dominicana
- 2007. Guaiqueríes de Margarita - LPB.  Venezuela
- 2007. Marineros de Puerto Plata - Lidoba.  República Dominicana
- 2007-08. CB Cáceres - LEB Plata.  España
- 2008. Calero de Villa Duarte - Liga del Distrito Nacional.  República Dominicana
- 2008. Marineros de Puerto Plata - Lidoba.  República Dominicana
- 2008. El Sueño - Liga de Santiago Rodríguez.  República Dominicana
- 2009. Guaiqueríes de Margarita - LPB.  Venezuela
- 2009. Parque Hostos - Liga de La Vega.  República Dominicana
- 2010. Guaiqueríes de Margarita - LPB.  Venezuela
- 2010. Tiburones de Puerto Plata - LNB.  República Dominicana
- 2010. Parque Hostos - Liga de La Vega.  República Dominicana
- 2011. Mellizos del Sur - Liga de Puerto Plata.  República Dominicana
- 2011. Sameji - Liga de Santiago.  República Dominicana
- 2011. Huracanes del Atlántico - LNB.  República Dominicana
- 2011. Dosa - Liga de La Vega.  República Dominicana
- 2012. Arrieros de Antioquia - BPC.  Colombia
- 2012. Huracanes del Atlántico - LNB.  República Dominicana
- 2013. Toros de Aragua - LPB.  Venezuela
- 2013. Hebraica y Macabi - LUB. Uruguay
- 2013. Huracanes del Atlántico - LNB.  República Dominicana
- 2013. Parque Hostos - Liga La Vega.  República Dominicana
- 2014. Huracanes del Atlántico. LNB.  República Dominicana
- 2014. La Matica - Liga de La Vega.  República Dominicana
- 2015. Cañeros del Este. LNB.  República Dominicana
- 2016. Metros de Santiago. Liga de las Américas.
- 2016. La Villa - Liga de La Vega.  República Dominicana
- 2020. Centauros de Portuguesa. SLB.  Venezuela